# Kalisari (Reban)
Kalisari is een bestuurslaag in het regentschap Batang van de provincie Midden-Java, Indonesië. Kalisari telt 1041 inwoners (volkstelling 2010).